# Эфендиев, Алихан Омар оглы
Алихан Омар оглы Эфендиев (азерб. Əlixan Ömər oğlu Əfəndiyev; 6 апреля 1910, Балакенский район — 10 сентября 1990) — советский азербайджанский государственный деятель, Герой Социалистического Труда (1949). Заслуженный зоотехник Азербайджанской ССР.

## Биография
Родился 6 апреля 1910 года в селе Кабахчель Закатальского округа (ныне посёлок в Белоканском районе Азербайджана). По национальности — аварец.
В 1936—1975 годах — зоотехник, заведующий отделом сельского хозяйства Белоканского района, председатель Белоканского райисполкома, председатель колхозов имени Ленина и «Москва», на прочих сельскохозяйственных должностях. С 1975 года — начальник Белоканского районного межколхозного объединения по выкормке животных. В 1948 году, будучи заведующим районным отделом сельского хозяйства, своей работой обеспечил перевыполнение в целом по району планового сбора табака на 24,4 процентов.
Указом Президиума Верховного Совета СССР от 1 июля 1949 года за получение в 1948 году высоких урожаев табака Эфендиеву Алихану Омар оглы присвоено звание Героя Социалистического Труда с вручением ордена Ленина и золотой медали «Серп и Молот».
Активно участвовал в общественной жизни Азербайджана. Член КПСС с 1939 года.

## Память
Именем названа улица в городе Белоканы.